# Joan Spillane
Joan Arlene Spillane (Glen Ridge, 31 gennaio 1943) è un'ex nuotatrice statunitense.

## Carriera
Assieme alle compagne Shirley Stobs, Carolyn Wood e Chris von Saltza ha vinto la medaglia d'oro ai giochi di Roma 1960 nella staffetta 4x100 metri stile libero.

## Palmarès
- Giochi olimpici

Roma 1960: oro nella 4x100m stile libero.
- Giochi panamericani

Chicago 1959: oro nella 4x100m stile libero, bronzo nei 100m e 200m stile libero.